# Île Bonevi
L'île Bonevi (en russe : Остров Боневи), est une île de Russie située en mer de Kara.
Elle appartient à la division administrative du raïon dolgano-nénètse de Taïmyr dans le kraï de Krasnoïarsk.

## Géographie
L'île est située dans la partie sud-est de la mer de Kara, au nord-est de la péninsule d'Eremeïev (полуостров Еремеева, poluostrov Eremeeva), qui fait partie de la péninsule de Taïmyr. Au sud, elle est séparée du continent par le détroit du Zarya (пролив Заря, proliv Zarya), large d'environ 2,8 km au point le plus proche entre l'île et le continent ; à l'ouest, le détroit de Sverdrup (пролив Свердрупа, proliv Sverdrupa) la sépare de l'île Nansen ; à l'est, cependant, elle est séparée de l'île Taïmyr par le détroit de Palander (пролив Паландера, proliv Palandera). Elle fait partie de la réserve naturelle du Grand Arctique.
C'est une île de forme irrégulière, s'étendant du nord au sud, avec quelques grandes criques surtout le long de la côte orientale ; elle mesure environ 6,2 km de longueur et 6,65 km de largeur maximale dans la partie sud. Le point culminant se situe à 51 m au dessus du niveau de la mer.
L'extrémité nord est appelée le cap Severny (мыс Северный), l'extrémité sud est le cap Ioujny (мыс Южный), le cap oriental Dvoïnoï (мыс Двойной) et l'ouest, le cap Rifovy (мыс Рифовый).
Il y a 2 courts ruisseaux saisonniers, chacun alimentant un petit lac.